# Ernst Bahr (homme politique)
Ne doit pas être confondu avec Ernst Bahr (historien).
Pour les articles homonymes, voir Bahr.
Ernst Bahr (né le 11 juin 1945 à Chlum u Dubé, Tchécoslovaquie) est un homme politique allemand (SPD). Il est député du Bundestag de 1994 à 2009.

## Biographie
Après avoir obtenu son diplôme d'études secondaires à Rheinsberg en 1964, Bahr étudie les mathématiques et l'astronomie à l'université pédagogique de Potsdam, qu'il termine en 1968 avec un diplôme en éducation. Il travaille ensuite comme enseignant jusqu'en 1989, d'abord à Linum puis à Fehrbellin.

## Parti politique
En 1989, Bahr est l'un des membres fondateurs du Parti social-démocrate de la RDA à Neuruppin. De 1990 à 2005, il est président du sous-district SPD Prignitz-de-l'Est-Ruppin et de 1992 à 1994, il est vice-président du SPD Brandebourg (de).

## Député
De 1990 à 1996, Bahr est membre du conseil de l'arrondissement de Neuruppin (de) et, à partir de 1993, de l'arrondissement de Prignitz-de-l'Est-Ruppin.
De 1994 à 2009, il est député du Bundestag. De 1998 à 2002, il est porte-parole du groupe d'État des députés du Brandebourg et de l'Allemagne de l'Est au sein du groupe parlementaire SPD. Lors de la 16e législature (2005-2009), il représente son groupe au sein des commissions d'audit et du budget.
Ernst Bahr est élu au Bundestag en 1994 et 1998 au suffrage direct de la circonscription de Neuruppin-Kyritz-Wittstock-Pritzwalk-Perleberg (de) et, depuis 2002, de la circonscription de Prignitz-Prignitz-de-l'Est-Ruppin-Havelland I. Aux élections fédérales de 2005, il obtient 38,5% des votes.
Aux élections fédérales de 2009, il ne se présente plus au Bundestag ; Le successeur dans sa circonscription est Dagmar Ziegler.

## Autres mandats
Bahr est administrateur de l'arrondissement de Neuruppin de 1990 à 1993.
En 2005, Bahr est le candidat du SPD à la mairie de Neuruppin. Il échoue au premier tour de scrutin avec une part des voix de 49,80 % à peine la majorité absolue. Au second tour des élections du 6 février 2005, il perd contre Jens-Peter Golde (de), qui obtient un score de 50,26% des voix.